# USS Decatur (DDG-73)
El USS Decatur (DDG-73) es un destructor de la clase Arleigh Burke en servicio con la Armada de los Estados Unidos. Fue puesto en gradas en 1996, botado en 1996 y asignado en 1998. Su nombre USS Decatur honra al capitán Stephen Decatur, guerrero de la guerra de Independencia de los Estados Unidos.

## Construcción
Fue colocada su quilla el 15 de enero de 1996 en el Bath Iron Works, botado el 9 de noviembre de 1996 y asignado el 19 de junio de 1998. 

## Historial de servicio

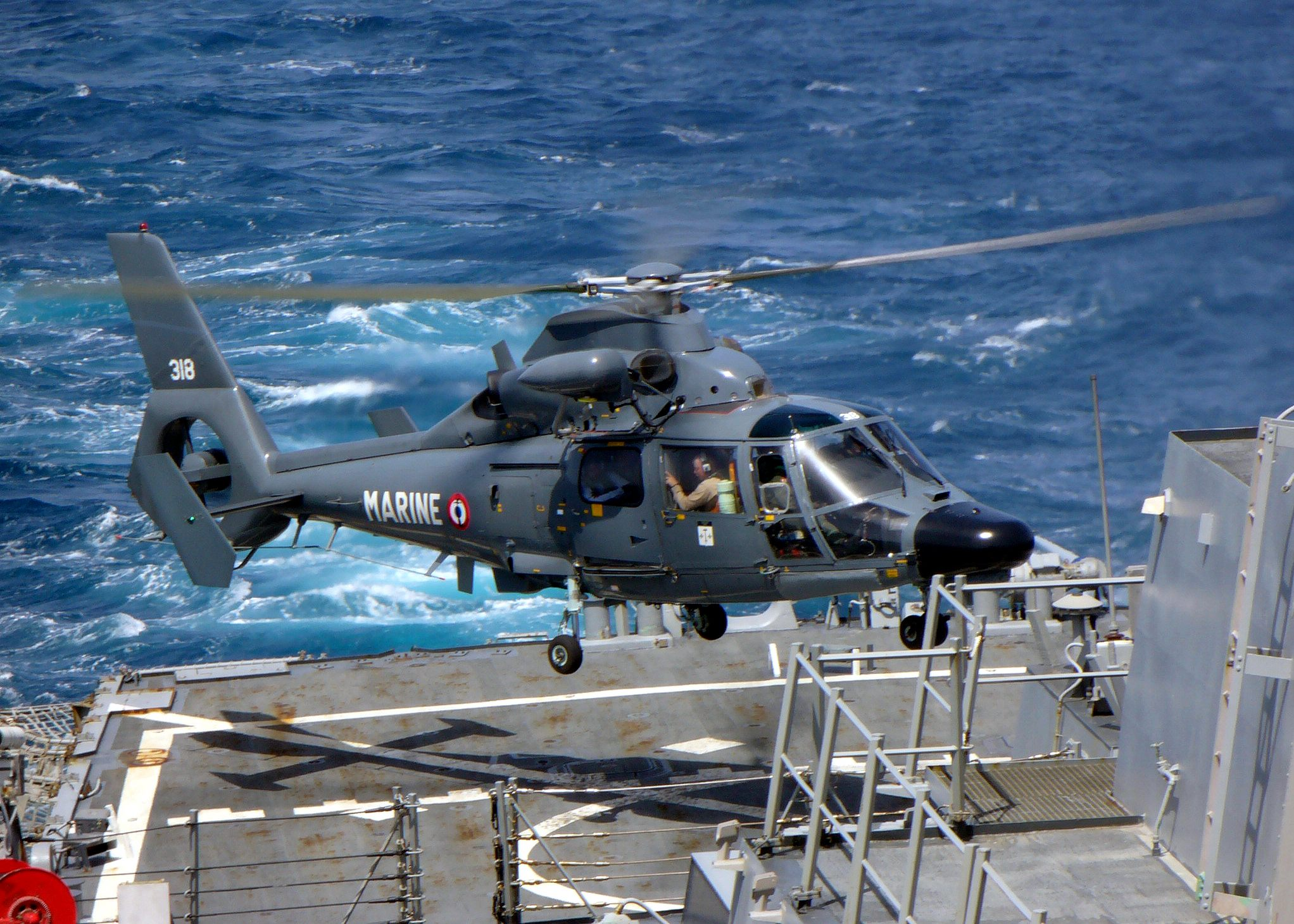
Un helicóptero francés aterrizando en el USS Decatur (DDG-73), año 2006.

Comisionado en 1998, el USS Decatur participó de las Operaciones Southern Watch, Enduring Freedom e Iraqi Freedom.